# اندیس بام کمر
بام کمر یک اندیس فلزی است که در حوالی شهر ده سلم استان خراسان قرار دارد و مادهٔ معدنی موجود در آن، سرب و روی است.  